# Miasteczko (film)
Miasteczko – polski czarno-biały film obyczajowy z 1958 roku, w reżyserii Romualda Drobaczyńskiego, Juliana Dziedziny i Janusza Łęskiego. Pierwowzorem scenariusza do filmu było opowiadanie autorstwa Jana Dobraczyńskiego pt. Odpust.
Film kręcony w Sieradzu.

## Opis fabuły
W małym, prowincjonalnym miasteczku trwa właśnie odpust. Niedawno zmarła nauczycielka, a teraz wszyscy kłócą się o to, kto dostanie po niej mieszkanie - nikt nie pamięta o jej wnuku, Jasiu. Staszek, młody żołnierz, ucieka z jednostki i przyjeżdża do swojej dziewczyny, gdyż bez niej jego życie nie ma sensu. Niespodziewanie zostaje aresztowany przez żandarmerię. Bezdomny Jasio błąka się w nocy po mieście, a Władek i Zosia postanawiają uciec z miasta.

## Obsada aktorska[1]
- Stanisław Milski (Zygmunt Sobczak)
- Maria Kierzkowa (Sobczakowa)
- Wiesław Gołas (Władek, narzeczony Zośki)
- Gabriela Sakowicz (Zośka Sobczakówna)
- Karolina Salanga (wdowa)
- Cezary Julski (fotograf)
- Bogdan Baer (strażak)
- Stanisław Holly (ksiądz)
- Czesław Roszkowski (nauczyciel)
- Jerzy Fitio (złodziej)
- Adam Kwiatkowski (Staszek Zaremba)
- Bożena Tarnowska (Magda Sobczakówna, panna młoda)
- Eleonora Lorentz (Ptasińska)
- Jadwiga Andrzejewska (Stefania Kasprzak)
- Leonard Andrzejewski (Kasprzak)
- Stanisław Bareja (pan młody, mąż Magdy Sobczakówny)
- Stefan Bartik (szynkarz Tuź)
- Janina Jabłonowska (mieszkanka Widłakowa)